# Gunung Rutih
Gunung Rutih är ett berg i Indonesien.   Det ligger i provinsen Aceh, i den västra delen av landet, 1 600 km nordväst om huvudstaden Jakarta. Toppen på Gunung Rutih är 1 671 meter över havet, eller 454 meter över den omgivande terrängen. Bredden vid basen är 0,46 km.
Terrängen runt Gunung Rutih är huvudsakligen lite bergig.Runt Gunung Rutih är det ganska tätbefolkat, med 239 invånare per kvadratkilometer. I omgivningarna runt Gunung Rutih växer i huvudsak städsegrön lövskog.